# Mark Ravenhill
Pour les articles homonymes, voir Ravenhill.
Mark Ravenhill (né le 7 juin 1966) est un dramaturge et directeur de théâtre contemporain britannique. Il est notamment connu pour la pièce Shopping and Fucking, créée en 1996, et son inscription dans le courant britannique du théâtre « In-Yer-Face ».
En 1999, il est l'un des lauréats du V Prix Europe réalités théâtrales décerné au Royal Court Theatre (avec Sarah Kane, Jez Butterworth, Conor McPherson, Martin McDonagh).

## Son œuvre
- Fist (1995)
- Shopping and Fucking (1996) ; même titre en français (trad. Jean-Marc Lanteri, éditions du Brigadier)
- Faust Is Dead (1997) ; en français Faust est mort (trad. Jean-Marc Lanteri, éditions du Brigadier)
- Sleeping Around (1998)
- Handbag (1998)
- Some Explicit Polaroids (1999)
- Mother Clap's Molly House (2000)
- Feed Me (pour la radio) (2000)
- Totally Over You (2003)
- Education (2004)
- Citizenship (2005) ; en français Instruction civique (trad. Jean-Marc Lanteri, éditions du Brigadier)
- Product (2005)
- The Cut (play)|The Cut (2006)
- Pool (No Water) (2006) ; en français Piscine (pas d'eau) (trad. Jean-Marc Lanteri, éditions du Brigadier)
- Ravenhill For Breakfast (2007)
- Scenes From Family Life (2007)
- Shoot/Get Treasure/Repeat (2008)
- Over There (2009)
- The Experiment (2009)